# Barbi Benton
Pour les articles homonymes, voir Benton.
Barbi Benton (née Barbara Lynn Klein le 28 janvier 1950 à New York) est un mannequin, comédienne et chanteuse américaine.

## Filmographie

### Actrice

#### Cinéma
- 1970 : How Did a Nice Girl Like You Get Into This Business? (en) : Lynn Keefe (en tant que Barbara Benton)
- 1981 : Rayons X : Susan Jeremy
- 1983 : Deathstalker : Codille

#### Télévision

##### Séries télévisées
- 1972 : Docteur Marcus Welby : Liz
- 1975 : Un shérif à New York : Shannon Forbes
- 1977-1978 : Sugar Time! : Maxx Douglas
- 1978-1982 : L'île fantastique : Courtney / Miss Winslow / Joan Michaels / ...
- 1978-1987 : La croisière s'amuse : Kiki Atwood / Barbi Benton / Cathy Somms / ...
- 1979 : Embarquement immédiat : Joan
- 1979 : Vegas : Holly
- 1980 : Drôles de dames : Toni Green
- 1980 : When the Whistle Blows : Dixie Lee Griffin
- 1981 : CHiPs : Sal
- 1981 : The Misadventures of Sheriff Lobo : Kitty Rhinestone
- 1983 : Matt Houston : Ava
- 1984 : Histoires singulières : Caroline Trent
- 1984 : Mike Hammer : Susan Lancaster
- 1986 : Arabesque : Infirmière Sue Beth
- 1986 : Riptide : Gina Potter

##### Téléfilms
- 1973 : The Great American Beauty Contest : Miss Iowa
- 1973 : The Third Girl from the Left : Melanie
- 1980 : For the Love of It : Anita

### Compositrice

#### Cinéma
- 1984 : Schulmädchen '84

### Parolière

#### Télévision

##### Séries télévisées
- 1975 : Un shérif à New York
- 1977 : The Sonny and Cher Show
- 1981 : The Misadventures of Sheriff Lobo
- 2017 : American Playboy: The Hugh Hefner Story

## Discographie

### Albums
| Année | Album                   | Classement | Classement | Label   |
| Année | Album                   | US Country | US         | Label   |
| ----- | ----------------------- | ---------- | ---------- | ------- |
| 1975  | Barbi Doll              | 17         | —          | Playboy |
| 1975  | Barbi Benton            | 18         | —          | Playboy |
| 1976  | Something New           | 39         | 208        | Playboy |
| 1978  | Ain't That Just the Way | —          | —          | Playboy |
| 1988  | Kinetic Voyage          | —          | —          | Takoma  |

### Singles
| Année                                                     | Titre                                          | Classement max | Classement max | Classement max | Album         |
| Année                                                     | Titre                                          | US Country     | US             | CAN Country    | Album         |
| --------------------------------------------------------- | ---------------------------------------------- | -------------- | -------------- | -------------- | ------------- |
| 1975                                                      | « Brass Buckles »                              | 5              | —              | 6              | Barbi Benton  |
| 1975                                                      | « Movie Magazine, Stars in Her Eyes »          | 61             | —              | —              | Barbi Benton  |
| 1975                                                      | « Roll You Like a Wheel » (with Mickey Gilley) | 32             | —              | 19             | NC            |
| 1975                                                      | « The Reverend Bob »                           | 74             | —              | —              | Barbi Benton  |
| 1976                                                      | « Staying Power »                              | —              | 108            | —              | Something New |
| Le signe « — » indique que la chanson n'a pas été classée |                                                |                |                |                |               |